# Gas Gas
Gas Gas je španski proizvajalec izvencestnih motornih koles. Gas Gas proizvaja motokros, enduro in trial motorna kolesa in štirikolesne ATV-je.
Oznaka EC pomeni "Endurocross", MC - "motocross", XC "Cross Country", DE pa "Dealer Edition".

## Galerija
- 2000 Gas Gas EC 200, enduro motorno kolo
- 2001 Gas Gas XC 250 (samo v ZDA)
- 2003 Gas Gas EC 200 s Ohlins vzmetenjem
- 2003 Gas Gas EC50 Mini Bike
- 2004 Gas Gas DE 300 (samo v ZDA)
- 2003 Gas Gas EC 250